# آيت علال (المرجة)
آيت علال هو دُوَّار يقع بجماعة أولاد امطاع، إقليم الحوز، جهة مراكش آسفي في المملكة المغربية. ينتمي الدوّار لمشيخة المرجة التي تضم 7 دواوير. يقدر عدد سكانه بـ 100 نسمة حسب الإحصاء الرسمي للسكان والسكنى لسنة 2004.

## وصلات خارجية
- البوابة الوطنية للجماعات الترابية
- المندوبية السامية للتخطيط